# 小行星7476
小行星7476（7476 Ogilsbie）是一颗围绕太阳公转的小行星。1993年4月14日，蒂莫西·B·斯帕爾在卡特林那发现了此天体。
这颗小行星的绝对星等为145.62453等。